# Audrys Bačkis
Audrys Juozas Bačkis (Kaunas, 1 de febrero de 1937) es un cardenal lituano de la Iglesia católica. Actualmente se desempeña como arzobispo de Vilna, y fue elevado al cardenalato en 2001 y se retiró en abril de 2013.

## Biografía
Su padre Stasys Antanas Bačkis era diplomático, en 1938 fue asignado a Francia, donde permaneció su familia después de la ocupación soviética de Lituania de junio de 1940. Cursó sus estudios secundarios en el Instituto Saint-Marie-de-Monceau, y estudió filosofía en el Seminario de Saint-Sulpice en Issy-les-Moulineaux.
Después se trasladó a Roma para estudiar en la Pontificia Universidad Gregoriana, Pontificia Academia Eclesiástica, y Pontificia Universidad Lateranense, donde obtuvo su doctorado en derecho canónico. Fue ordenado al sacerdocio por Luigi Traglia el 18 de marzo de 1961, en Roma. Luego hizo trabajo pastoral entre los estadounidenses de Lituania en los Estados Unidos, y terminó sus estudios en Roma en 1964.

### Servicio
En 1964 entró en el servicio diplomático de la Santa Sede, sirviendo como secretario de la nunciatura en Filipinas (1964-1965), Costa Rica (1965-1967), Turquía (1967-1970) y Nigeria (1970-1973). Fue elevado al rango de Chambelán Privado de Su Santidad el 26 de junio de 1965, y fue llamado al Consejo de Asuntos Públicos de la Iglesia en la Secretaría de Estado en 1973. Fue delegado del Vaticano en la Conferencia de las Naciones Unidas en Viena en 1975, y se convirtió en Vicesecretario del Consejo de Asuntos Públicos de la Iglesia en 1979.
El 5 de agosto de 1988, fue nombrado Pro-Nuncio en los Países Bajos y Arzobispo Titular de Meta por el Papa Juan Pablo II. Recibió su consagración episcopal el 4 de octubre siguiente del mismo Papa Juan Pablo II, con el Cardenal Achille Silvestrini y el Obispo Juozas Preikšas sirviendo como co-consagradores, en la Basílica de San Pedro.
Fue nombrado arzobispo de Vilna el 24 de diciembre de 1991.
Juan Pablo II lo nombró cardenal presbítero de la Natividad de Nuestro Señor Jesús Cristo en Via Gallia en el consistorio del 21 de febrero de 2001. Fue uno de los cardenales electores que participaron en el cónclave papal de 2005 que eligió al Papa Benedicto XVI, así como en el de 2013 que eligió al Papa Francisco. Desde que alcanzó la edad de 80 años, ya no fue elegible para votar en ningún cónclave futuro.
En la Conferencia Episcopal Lituana ha sido presidente (1993-1999, 2002-2005)  y vicepresidente (1999-2002, 2005-2011).

### Retiro
El Papa Francisco aceptó su dimisión el 5 de abril de 2013, y también le nombró como su Enviado Especial a las celebraciones del 1.025 aniversario del Bautismo (Conversión) de la Rus de Kiev , que se celebró los días 17 y 18 de agosto de 2013 en Kiev, Ucrania.

## Honores
- Lituania: Gran Cruz de Comendador de la Orden del Gran Duque Lituano Gediminas (11 de febrero de 2000).
- Lituania: Gran Cruz de la Orden de Vytautas el Grande (3 de febrero de 2003).

## Sucesión
| Predecesor: Paul Joseph Marie Gouyon             | Cardenal Presbítero de Natividad de Nuestro Señor Jesucristo en Vía Gallia 21 de febrero de 2001 | Sucesor: En el Cargo           |
| Predecesor: Julijonas Steponavicius              | Arzobispo de Vilnius 24 de diciembre de 1991-5 de abril de 2013                                  | Sucesor: Gintaras Linas Grušas |
| Predecesor: Antonio María Javierre Ortas, S.D.B. | Arzobispo titular de Meta 5 de agosto de 1988-24 de diciembre de 1991                            | Sucesor: Diego Causero         |
| Predecesor: Edward Idris Cassidy                 | Pro-Nuncio Apostólico de Los Países Bajos 5 de agosto de 1988-24 de diciembre de 1991            | Sucesor: Henri Lemaître        |